# بيدرو كارمونا (رجل أعمال)
بيدرو كارمونا (بالإسبانية: Pedro Carmona Estanga)‏ هو اقتصادي وشخصية أعمال ورائد أعمال فنزويلي، ولد في 6 يوليو 1941 في باركيسيميتو في فنزويلا.